# Административное деление Амбазонии
Федеративная Республика Амбазония, согласно первой статьи Конституции, состоит из 13 округов (англ. county) и планируемых федеральных штатов (англ. federal state), которые планируется сформировать после первых выборов.

## Принцип территориального деления
Согласно конституции в системе административно-территорального устройства представлены:
- Первый (региональный) уровень: Федеральные штаты (англ. federal state)
- Второй (базовый) уровень: Округа (англ. county)
- Третий (первичный) уровень: Коммуна (англ. commune)
- Четвёртый (низший) уровень: Города (англ. city) и Деревни (англ. village)

## Административно-территориальные единицы первого уровня
Планируются к созданию после окончания переходного периода и проведения первых выборов.
| Карта | Название Штата | Столица |
| ----- | -------------- | ------- |
|       | Северный штат  | Баменда |
|       | Южный штат     | Буэа    |

## Административно-территориальные единицы второго уровня
| Округ          | Столица округа |
| -------------- | -------------- |
| Фако           | Виктория       |
| Меме           | Кумба          |
| Ндиан          | Мудемба        |
| Купе-Маненгуба | Бангем         |
| Лебьялем       | Менжи          |
| Манью          | Мамфе          |
| Момо           | Мбенгви        |
| Мезам          | Баменда        |
| Нго-Кетунджиа  | Ндоп           |
| Буи            | Кумбо          |
| Бойо           | Фундонг        |
| Менчум         | Вум            |
| Донга-Мантунг  | Нкамбе         |